# Två på väg
Två på väg är en brittisk film från 1967 i regi av Stanley Donen. Filmen blev Oscar-nominerad för bästa manus, och Audrey Hepburn nominerades till en Golden Globe för sin roll.

## Rollista
- Audrey Hepburn - Joanna Wallace
- Albert Finney - Mark Wallace
- Eleanor Bron - Cathy Manchester
- William Daniels - Howard Manchester
- Gabrielle Middleton - Ruth
- Claude Dauphin - Maurice Dalbret
- Nadia Gray - Francoise Dalbret
- Georges Descrières - David
- Jacqueline Bisset - Jackie
- Judy Cornwell - Pat